# Herfølge

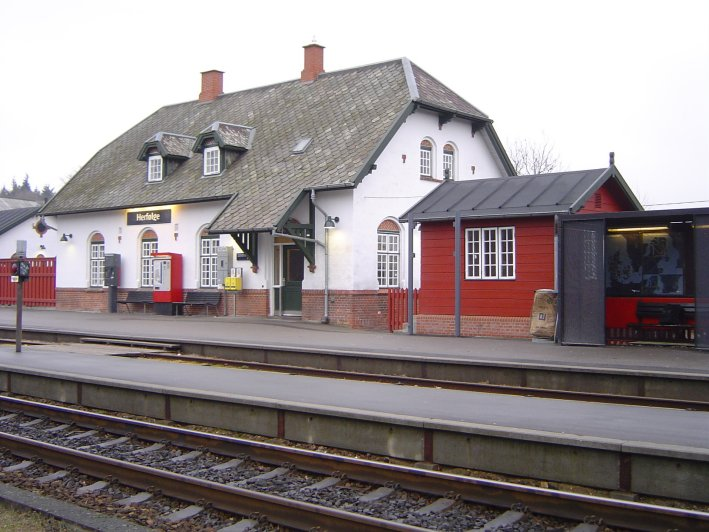
Herfølge järnvägsstation

Herfølge är en förort till Køge, belägen cirka 5 kilometer söder om centrala Køge, och en del av Køge kommun i Danmark. Herfølge har en järnvägsstation på järnvägenlinjen Lille Syd Roskilde - Køge - Herfølge - Næstved.

## Bostadsområden
Bostadsområdet Tinggården ursprungligen byggt 1978 under en tävlang utlyst om alternativa bostäder, utlyst av Danmarks bostadsministerium, är belägen i Herfølges östra utkant.
Senare började en nyare bosättning, "Fremtidens Parcelhuse" (svenska:framtidens villor), byggas söder om Tinggården.

## Sport
Herfølge är främst känt för fotbollsklubben Herfølge BK, danska mästare säsongen 1999/2000.

## Berömda personer
- Peter Aalbæk Jensen, dansk filmproducent.

### Fotnoter
1. ↑  Climate change and innovation in the building sector